# Euston (Australië)
Euston is een plaats in de Australische deelstaat New South Wales.